# 1266

## Události
- 26. února – bitva u Beneventa
- Malta se stává součástí Sicilského království

## Narození
- Hedvika Kališská, polská královna († 10. prosince 1339)

## Úmrtí
- 12. února – sv. Amadeus Amidejský, zakladatel řádu servitů (* ?)
- 26. února – Manfréd Sicilský, sicilský král (* 1231)
- 17. března – Pierre de Montreuil, francouzský středověký mistr stavitel (* 1200)
- 4. srpna – Odo Burgundský, hrabě z Nevers, Auxerre a Tonnerre (* 1231)
- 21. října – Birger, švédský vládce (* 1216)
- 29. října – Markéta Babenberská, římská královna coby manželka Jindřicha VII., a poté česká královna, rakouská a štýrská vévodkyně coby první manželka Přemysla Otakara II. (* 1204/1205)
- 3. prosince – Jindřich III. Bílý, vratislavský kníže ze slezské linie Piastovců (* 1227/1230)
- ? – Jan I. Braniborský, braniborský markrabě (* kolem 1213)

## Hlava státu
- České království – Přemysl Otakar II.
- Svatá říše římská – Richard Cornwallský – Alfons X. Kastilský
- Papež – Klement IV.
- Anglické království – Jindřich III. Plantagenet
- Francouzské království – Ludvík IX.
- Polské knížectví – Boleslav V. Stydlivý
- Uherské království – Béla IV.
- Sicilské království – Manfréd Sicilský – Karel I. z Anjou
- Rakouské vévodství – Přemysl Otakar II.
- Portugalské království – Alfons III. Portugalský
- Nikájské císařství – Michael VIII. Palaiologos
- Kastilské království – Alfons X. Kastilský
- Aragonské království – Jakub I. Aragonský
- Byzantská říše – Michael VIII. Palaiologos